# Sonderabzeichen für das Niederkämpfen von Panzerkampfwagen durch Einzelkämpfer
Sonderabzeichen für das Niederkämpfen von Panzerkampfwagen durch Einzelkämpfer (tankvernietigingsbadge) was in de Tweede Wereldoorlog een onderscheiding die aan individuen van de Wehrmacht werd toegekend die eigenhandig een vijandelijke tank vernietigd hadden met een handwapen. Anti-tankeenheden kwamen voor deze onderscheiding niet in aanmerking. De onderscheiding werd ingesteld door Adolf Hitler op 9 maart 1942, maar kon worden onderscheiden voor acties daterend terug tot 22 juni 1941 (de start van Operatie Barbarossa, de Duitse invasie van de Sovjet-Unie).
Op 18 december 1943, werd een gouden klasse geïntroduceerd voor de individu als erkenning voor het vernietigen van vijf tanks. Een soldaat kon zijn vier zilveren badges allemaal vervangen door één gouden versie, bij het vernietigen van nog een vijfde tank.

## Variaties
De tankvernietigingsbadge kenmerkte een zwarte Panzer IV-tank van 42mm bij 18mm groot die vastgemaakt was aan een zilveren lint van 88mm bij 33mm. 2mm van de bovenzijden en onderzijden, liep een zwarte gestreepte rand van 4mm. De panzer was vastgeprikt door het lint heen met drie punten, die over een metalen plaat gebogen waren en deze waren bedekt met een zwart stuk stof.
De gouden badge was vergelijkbaar behalve voor een goud draad achtergrond met zwarte horizontale strepen. Eerdere onderscheidingen kenmerkte een zilveren gloed over de panzer, maar latere versies laten een zwarte panzer van de zilveren klasse zien.
- Zilveren badge - één vernietigde tank[8]
- Gouden badge - vijf vernietigde tanks[8]

## Opmerkelijke ontvangers

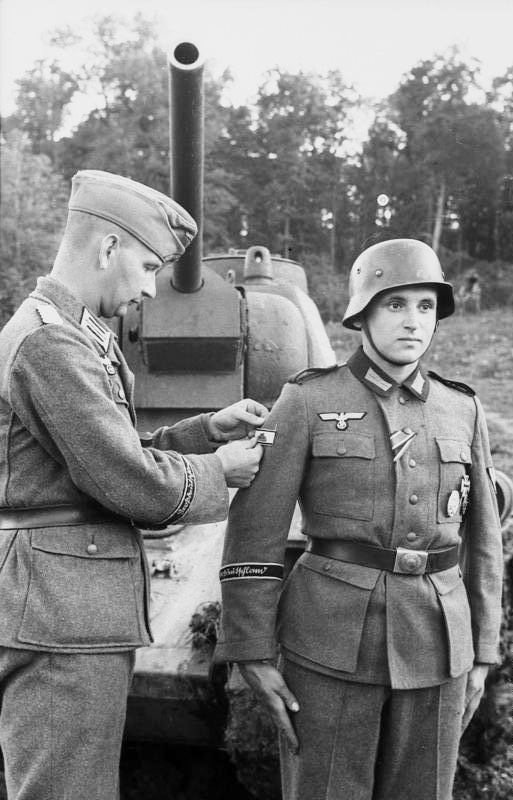
Uitreiking van een badge.

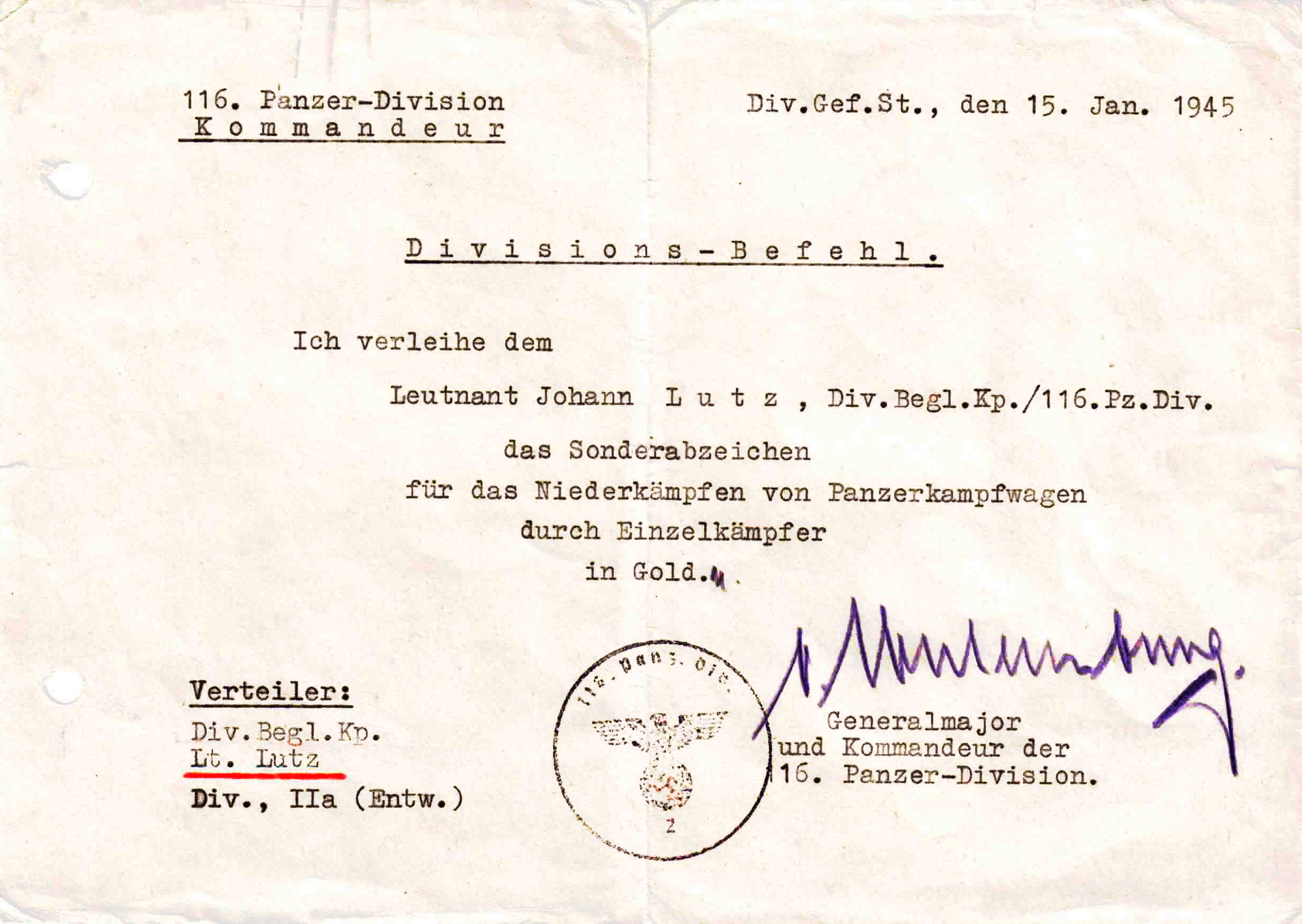
Certificaat voor het tankvernietigingsbadge in goud.

| Naam                        | Tanks vernietigd   | Notitie |
| --------------------------- | ------------------ | --- |
| Günther Viezenz             | 21                 | Vernietigde tanks met Panzerfausten, handgranaten en zelfgemaakte explosieven. Hij droeg vier gouden en één zilveren badge. |
| Friedrich Anding            | 18                 | Vernietigde op 15 februari 1945 in Noord-Duitsland 6 Britse tanks en 5 gepantserde voertuigen met een Panzerfausten. |
| Leon Gillis                 | tussen de 14 en 19 | Een Belgisch vrijwilliger bij het Waals Legioen van de Waffen SS |
| Wilhelm Weber               | 13                 | Vernietigde 13 tanks tijdens de Slag om Berlijn. |
| Willi Frey                  | 12                 | |
| Adolf Peichl                | 11                 | |
| Eugène Vaulot               | 10                 | |
| Johannes-Matthias Hönscheid | 7                  | |
| Michael Pössinger           | 5                  | |
| Johannes Lutz               | 5                  | Hij vernietigde 5 Amerikaanse tanks binnen één dag, gedurende de Slag om het Hürtgenwald en werd onderscheiden met het Sonderabzeichen für das Niederkämpfen von Panzerkampfwagen durch Einzelkämpfer in goud voor deze actie. |
| Bodo Spranz                 | 4                  | |
| Oskar Wolkerstorfer         | 4                  | |
| Josef Beckmann              | 4                  | |
| Hinrich Ahrens              | 4                  | |
| Hans-Georg Borck            | 4                  | |
| Walter Kuhn                 | 4                  | Hij vernietigde 4 Russische tanks in 20 minuten en werd onderscheiden met het Ridderkruis voor deze acties. |
| Franz Bäke                  | 3                  | |
| Ekkehard Kylling-Schmidt    | 3                  | |
| Urbano Gómez García         | 2                  | |
| Ewald Ehm                   | 2                  | |
| Hans Dorr                   | 2                  | |
| Sylvester Stadler           | 2                  | |
| Günther-Eberhardt Wisliceny | 2                  | |
| Karl Auer                   | 1                  | |
| Ernst-Günther Baade         | 1                  | |
| Rudolf Demme                | 1                  | |
| Heinz-Georg Lemm            | 1                  | |
| Werner Mummert              | 1                  | |
| Joachim Peiper              | 1                  | |
| Theodor Tolsdorff           | 1                  | |

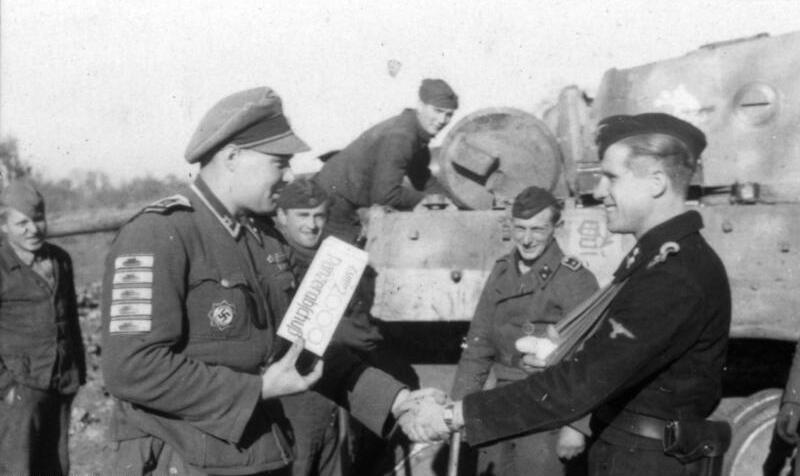
Adolf Peichl (links), tijdens Operatie Barbarossa, november 1943.
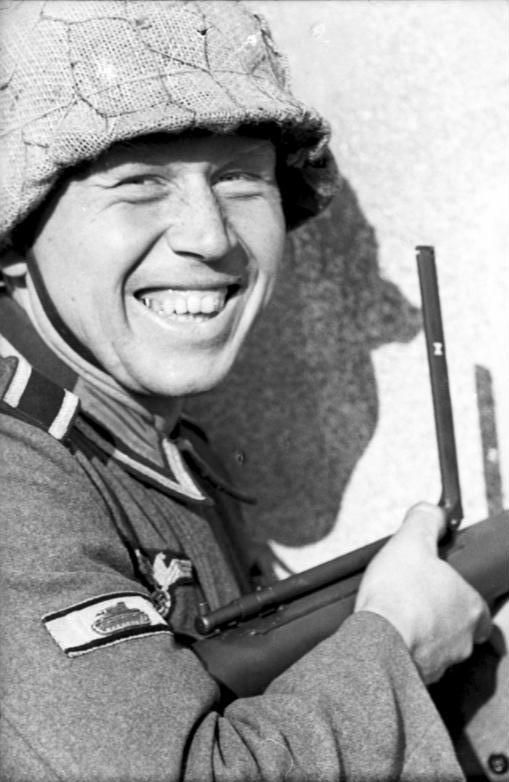
Duitse onderofficier met tankvernietigingsbadge, juni 1944.
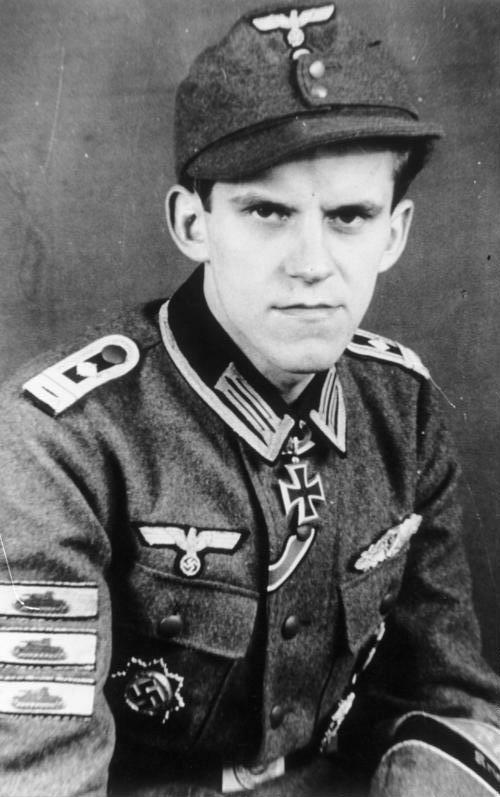
Hanns Hönscheid met tankvernietigingsbadge, 1945.
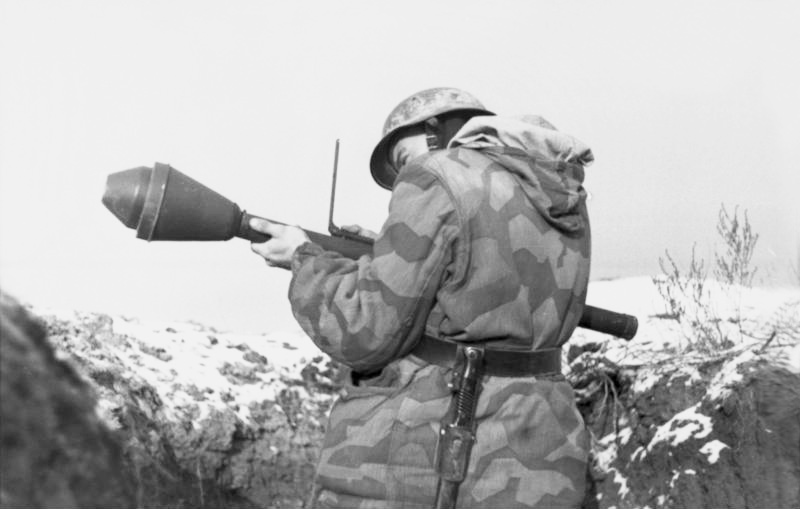
Duitse soldaat met een Panzerfaust in een loopgraaf, Oekraïne 1944.